# Quận của tỉnh Loire
3 quận của tỉnh Loire gồm:
1. Quận Montbrison, (quận lỵ: Montbrison) với 10 tổng và 138 xã. Dân số của quận này là 151.147 người năm 1990, 160.289 người năm 1999, tăng trưởng dân số là 6.05%.
2. Quận Roanne, (quận lỵ: Roanne) với 11 tổng và 115 xã. Dân số của quận này là 156.219 người năm 1990, và 152.659 người năm 1999, tăng trưởng dân số là 2.28%.
3. Quận Saint-Étienne, (tỉnh lỵ của tỉnh Loire: Saint-Étienne) với 19 tổng và 74 xã. Dân số của quận này là 438.922 người năm 1990, và 415.576 người năm 1999, tăng trưởng dân số là 5.32%.